# Mad Dogs Sopot
SKH Mad Dogs Sopot – polski klub hokejowy, grający aktualnie w rozgrywkach II ligi (trzeci poziom rozgrywek).

## Informacje ogólne
- Pełna nazwa: SKH Mad Dogs Sopot
- Rok założenia sekcji hokejowej: 1999
- Adres: 	ul. Władysława IV 34/2, 81-742 Sopot
- Barwy: biało - niebieskie
- Lodowisko:  Hala Olivia
- Pojemność: 3867

## Historia
Nieformalnie zespół powstał pod koniec lat 90. Pierwszy mecz odbył się 20 października 2001 w Krynicy Górskiej z tamtejszymi Krynickimi Diabłami, drużyną kibiców KTH Krynica. Drużyna występowała wtedy pod nazwą Gdańskie Lwy. Pod nazwą SKH Mad Dogs Sopot drużyna funkcjonuje od 2003 czyli od momentu formalnej rejestracji. Mad Dogs jest także współorganizatorem Trójmiejskiej Amatorskiej Ligi Hokeja powstałej w 2006 r.

## Sukcesy
- Złoty medal II ligi: 2015

## Kadra w sezonie2013/2014[4]
- bramkarze: Radosław Waszkiewicz #1, Sylwester Soliński #8, Marcin Wojtoniak #9, Sebastian Simaniuksztys #78
- obrońcy: Marcin Okuniewski #2, Wojciech Heltman #7, Piotr Kaczmarek #11, Wojciech Byzewski #14, Michał Śmigielski #27, Maciej Dobrowolski	#35, Dariusz Brucki #66, Lubomir Libacki #71, Piotr Malicki 74
- napastnicy: Adam Wróbel #17, Wojciech Stachowiak #19, Rafał Klein #26, Sebastian Łada #29, Jacek Tyczyński #33, Piotr Kocemba	#77, Michał Żołnowski #79, Karol Przybyła #80, Michał Okuniewski #88, Maciej Delebis #91, Grzegorz Zaleski #94, Bartłomiej Wróbel #97
- trener: Bartłomiej Wróbel